# Knox, Indiana
Knox este o localitate, municipalitate și sediul comitatului, Starke, statul Indiana, Statele Unite ale Americii.